# William Walker Kennedy
Pour les articles homonymes, voir William Kennedy et Kennedy.
William Walker Kennedy (1882-10 février 1963) est un homme politique canadien du Manitoba. Il est député fédéral conservateur de la circonscription manitobaine de Winnipeg-Centre-Sud de 1925 à 1926 et de 1930 à 1935.

## Biographie
Né à Westport (en) en Ontario, Kennedy étudie à l'Université Queen's de Kingston. Il s'établit ensuite au Manitoba en 1904 où il travaille comme journaliste pendant deux ans avant d'entrer à l'école de droit de l'Université du Manitoba. Après avoir complété sa formation, il est nommé au barreau en 1909.
Kennedy s’enrôle avec le Corps expéditionnaire canadien pendant la Première Guerre mondiale en novembre 1915 et participe ensuite en France en mai 1917 avec le 46e bataillon. Il est récompensé de la Military Cross pour ses services lors de la bataille de Passchendaele et décoré pour la bataille de Valenciennes. 

## Politique
Kennedy entre à la Chambre des communes du Canada à la suite de son élection en 1925. Défait en 1926, il retrouve son siège en 1930. Il est à nouveau défait en 1935 et en 1940.
En 1930, il est président de la commission royale Comité spécial d'enquête sur les écarts de prix et l'achat en masse qui est chargé par le premier ministre Richard Bedford Bennett d'enquêter sur les allégations formulées par le ministre Henry Herbert Stevens.